# Хоккейный центр Каннын
Хоккейный центр Каннын — ледовая арена в городе Каннын, Южная Корея. Она стала хоккейным стадионом во время Олимпиады-2018 в Пхёнчхане, где были проведены финальные матчи на этом турнире. Там же будут проведены соревнования по следж-хоккею.

## Описание
Строительство ледовой арены началось 17 июля 2014 года
Хоккейный центр рассчитан на 10 тысяч зрителей. По архитектуре Дворец напоминает сугроб. Цвет покрытий купола — жемчужно-белый и прозрачно-серый. Ориентировочная стоимость строительства ледового дворца — 73 млн долларов США.
Дальнейшая судьба дворца спорта пока не известна. Предполагается его разрушить, если он будет не рентабельным. Разрушение будет стоить ещё 100 миллиардов корейских вон.

## Соревнования
- Группа А. Второй дивизион чемпионата мира по хоккею с шайбой 2017 (женщины)
- Группа А. Второй дивизион чемпионата мира по хоккею с шайбой среди юниорских команд 2017
- Хоккей на зимних Олимпийских играх 2018 — 10—25 февраля 2018 года.
- Группа B. Второй дивизион чемпионата мира по хоккею с шайбой среди молодёжных команд 2020